# Mocis antillesia
Mocis antillesia  là một loài bướm đêm thuộc họ Erebidae. Nó được tìm thấy ở Tiểu Antilles, Bahamas và quần đảo British Virgin.